# Chaetodromia macalpinei
Chaetodromia macalpinei är en tvåvingeart som beskrevs av Chillcott 1983. Chaetodromia macalpinei ingår i släktet Chaetodromia och familjen puckeldansflugor. Inga underarter finns listade i Catalogue of Life.